# إم 47 دراغون
إم 47 دراغون (بالإنجليزية: M47 Dragon)‏ منظومة إطلاق صواريخ موجهة مضادة للدروع سلكية التوجيه، من صنع شركة ريثيون الأمريكية، دخل الصاروخ الخدمة عام 1975 في الجيش الأمريكي، وهو قادر على اختراق درع بسماكة تصل إلى 660 ملم، فيما يصل المدى الأقصى للصاروخ لما يقارب الـ 1,000 متر، فيما السرعة النهائية 901 كم/ساعة.

## المستخدمين
- الولايات المتحدة
- العراق
- إيران
- هولندا
- سويسرا
- المكسيك
- تايلاند
- المغرب
- الأردن